# بئر رش
بئر رش قرية سوريّة تتبع إداريّاً لمحافظة حلب منطقة عين العرب ناحية صرين، بلغ تعداد سكانها 983 نسمة حسب التعداد السكاني لعام 2004.